# Helias Heimanns
Helias Heimanns (von Senheim) (* 1532 in Senheim; † 1604 in Einsiedeln) war ein deutscher Dekan, Siegler und Rektor der Universität Trier.

## Leben
Helias war ein Sohn der Eheleute Eberhard Heimanns († 1580) und dessen Ehefrau Anna geb. Decker. Heimanns, über dessen Ausbildung in seiner Jugendzeit nichts bekannt ist, wurde erstmals schriftlich am 27. Januar 1568 im Stift St. Simeon in Trier bei Entrichtung seiner Statutengelder und der Fabrikrechnung (lat. fabricam scholae) zu Schulzwecken belegt. Nach einem Reformstatut aus dem Jahre 1326 und den geltenden Trierer Synodalstatuten hatte jeder Kanoniker, der um Aufnahme in das Stift bat, eine Aufnahmegebühr in Höhe von 100 fl. für die Anschaffung eines Chormantels zu entrichten. Noch innerhalb desselben Jahres wurde Heimanns am 26. November 1568 als Kanoniker von St. Simeon sowie als Kellner des Klosters St. Irminen belegt. Seine Ernennung zum Siegler erhielt er am 26. Januar 1570 aus den Händen von Erzbischof Jakob und bekam von ihm weiterhin den Auftrag erteilt, die Landkapitel zu reformierem.
Gemäß Urkunde erwarb Helias Heimanns am 23. September 1570 die St. Thomas-Kapelle (auch -Kurie, später -Hof genannt) in Trier und zwei Weinberge für 500 Taler von Bernhard III. d'Orley und dessen dritter Ehefrau Juliana von Bulich sowie von Oswald von Fels-Heffingen und dessen Ehefrau Katharina von Orley. Der zum Hof gehörende St.-Thomas-Altar und das damit verbundene Kollationsrecht wurde Heimanns als Geschenk zum Kauf hinzugegeben.
Nach einer Abstimmung wurde Heimanns am 26. Februar 1573 mit großer Mehrheit zum Dekan von St. Simeon gewählt und nach Bestätigung der Wahl und Ablegung des Treueeids am 10. März 1573 durch den Erzbischof in sein neues Amt eingeführt. Ebenfalls im Jahr 1573 wurde er auch als Rektor der Universität Trier genannt, was durch weitere urkundliche Belege belegt wurde, wie z. B. von 1583, wo er als Treuhänder der Klarissen genannt ist.
Bei einer Visitation des Stiftes am 3. März 1575 forderte der Erzbischof Jakob III von Eltz von seinen Vikaren und Altaristen ein Verzeichnis aller Einkünfte, Lasten und Pfründen und fragte gleichzeitig nach, ob sie die ihnen zugewiesenen Aufgaben erfüllten und auch in ihren Altarhäusern wohnten. Nachdem es in den folgenden zwei Jahren zu keiner Antwort gekommen war, verfasste der Erzbischof seine Verfügung erneut am 22. August 1578, worauf Dekan Heimanns am 10. März 1578 den Auftrag aufnahm und alle 11 betroffenen Altaristen aufforderte zum 11. April 1578 vorstellig zu werden und alle gewünschten Verzeichnisse vorzulegen. Obwohl keine Antwortschreiben erhalten sind, weist ein publiziertes Schreiben auf einen Vermerk hin, nachdem der Altar der hl. Dreifaltigkeit und die Kirche St. Nikolaus im Hospital ungehorsam und nicht erschienen (lat. absentes inobedientes, abwesende, widerspenstige) seien.
Im April 1589 wurde Heimanns als Dekan von St. Simeon in Hexenprozessen mehrfach genannt an Hexenversammlungen teilgenommen zu haben; u. a. wurde er im Mai 1589 von dem später hingerichteten Pastor Johann Raw zu Fell beschuldigt an Versammlungen dieser Art teilgenommen zu haben. Ende des Jahres 1589 musste Heimanns, nachdem er zuvor auf das Amt des Dekans verzichtet hatte (lat. ad manus capituli, in den Händen eines Kapitels), die Stadt Trier verlassen. Dass es im Trierer Umland zwischen 1587 und 1593 infolge von Hexenprozessen zu einer sehr hohen Anzahl von Verurteilungen gekommen war, lag auch maßgeblich mit an dem früheren Weihbischof und Hexentheoretiker Peter Binsfeld. Heimanns floh zunächst nach Italien, wo er sich am 22. April 1590 in der Universität von Siena immatrikulieren ließ. In Trier wird er im August und im Oktober 1590 unterdes weiter zu dem Personenkreis gerechnet, den die in der Tortur gequälten Menschen als Teilnehmer von Hexenversammlungen nennen und als gewesenen Siegler bezeichnen. Später fand Heimanns Zuflucht im Kloster Einsiedeln in der Schweiz, wo er sich als Sammler von Reliquien betätigte. Zwei Briefe aus den Jahren 1596 und 1597 belegen, dass er – obwohl der Teilnahme an Hexenversammlungen beschuldigt – mit dem Hexentheoretiker Peter Binsfeld im Kontakt stand.
Im Jahre 1603 unternahm Heimanns vermutlich seine letzte Reise zurück in die Heimat nach Koblenz und Trier. Bei seiner Rückreise wurde er mit Reliquien u. a. aus Engelport, Köln, Rommersdorf, Boppard, Bingen, Eberbach sowie aus Mainz und Worms bedacht.